# Sékou Koïta
Pour les articles homonymes, voir Koïta (homonymie).
Sékou Koïta, né le 28 novembre 1999 à Kita, est un footballeur international malien évoluant au poste d'attaquant ou de milieu offensif au CSKA Moscou.

## Biographie

### En club
Sékou Koïta est formé à Union Sportive des Clubs de Kita puis au Centre Lakika de Bamako. Il joue ensuite avec l'USC Kita, en première division malienne.
Le joueur est convoité par de nombreux clubs européens, notamment l'Olympique de Marseille, l'Olympique lyonnais et Manchester City, mais également le Milan AC, l'AS Roma et Juventus de Turin.
En 2017, lorsqu'il atteint ses 18 ans, il signe pour le Red Bull Salzbourg jusqu'en 2022. Il est prêté dans la foulée au FC Liefering. Il est ensuite prêté au Wolfsberger AC pour la fin de la saison 2018-2019. Enchaînant les buts dans le championnat autrichien, il est rapatrié au Red Bull Salzbourg qui annonce vouloir faire de lui son fer de lance en attaque pour la saison 2019-2020.

### En équipe nationale
Sékou Koïta remporte la Coupe d'Afrique des nations des moins de 17 ans en 2015 avec l'équipe du Mali des moins de 17 ans. Il inscrit deux buts lors de ce tournoi. La sélection malienne inscrit un total de dix buts, et termine la compétition en étant invaincue. C'est la toute première fois que le Mali remporte un titre de champion d'Afrique.
Sékou Koïta participe dans la foulée à la Coupe du monde des moins de 17 ans organisée au Chili. Lors du mondial, il joue sept matchs, inscrivant deux buts. Il marque un but en quart de finale contre la Croatie, qui s'avère être le seul but du match. Il marque ensuite un but contre la Belgique en demi-finale (victoire 3-1). Le Mali s'incline en finale contre le Nigeria par deux buts à 0.
En 2016, Sékou Koïta dispute avec le Mali le championnat d'Afrique des nations qui se déroule au Rwanda. Il doit sa présence dans cette compétition au forfait de N’Tji Samaké, chez qui les médecins ont diagnostiqué un problème cardiaque la veille de la compétition. Il joue six matchs lors de ce tournoi, inscrivant un but contre l'Ouganda au premier tour. Le Mali atteint la finale de la compétition, en étant battu par la République démocratique du Congo.
Avec les moins de 20 ans, il participe à deux reprises à la Coupe d'Afrique des nations, en 2017 puis en 2019. Lors de l'édition 2017 qui se déroule en Zambie, il joue trois matchs, inscrivant un but contre la Guinée. Avec un bilan peu honorable d'un nul, deux défaites et neuf buts encaissés, le Mali ne dépasse pas le premier tour du tournoi. Lors de l'édition 2019 organisée au Niger, il joue cinq matchs. Le Mali remporte cette fois-ci la compétition, en battant le Sénégal en finale, après une séance de tirs au but.
Seul joueur malien de l'histoire à avoir disputé quatre finales avec l'équipe nationale[réf. nécessaire], il est sélectionné avec les U20 pour la Coupe du monde 2019. Lors de la Coupe du monde organisée en Pologne, il termine la compétition en étant l'un des joueurs les plus décisifs du tournoi, avec trois buts et trois passes décisives en seulement quatre matchs disputés. Il marque à cet effet contre l'Arabie saoudite et la France en phase de poule. Le Mali est éliminé en quart de finale par l'Italie, malgré un nouveau but de Koïta.
Il fait ensuite partie des 23 joueurs sélectionnés pour disputer la Coupe d'Afrique des nations 2019 organisée en Égypte. Lors de ce tournoi, il ne joue qu'une seule rencontre, face à l'Angola. Le Mali s'incline en huitièmes de finale face à la Côte d'Ivoire.
Le 13 octobre 2019, il marque un deuxième but en équipe nationale, lors d'une rencontre amicale face à l'Afrique du Sud (défaite 2-1). Par la suite, le 17 novembre 2020, il inscrit un troisième but, contre la Namibie (victoire 1-2, éliminatoires de la CAN 2022). Le 2 janvier 2024, il est retenu dans la liste des vingt-sept joueurs maliens sélectionnés par Éric Chelle pour disputer la Coupe d'Afrique des nations 2023, où ce dernier aura fait le tour des réseaux sociaux en demandant « 3 kuss ». 

## Caractéristiques et style de jeu
Lors du championnat d'Afrique 2016, le journal français L'Équipe fait état de « sa technique, son sens du but, sa capacité à accélérer et à temporiser quand il le faut, à évoluer en pivot aussi, en dépit d’un gabarit encore fluet ». Il est un joueur percutant qui provoque doté d'une qualité de frappe exceptionnelle.

## Palmarès

### En équipe nationale
- Vainqueur de la Coupe d'Afrique des nations des moins de 17 ans en 2015 avec l'équipe du Mali des moins de 17 ans
- Finaliste de la Coupe du monde des moins de 17 ans en 2015 avec l'équipe du Mali des moins de 17 ans
- Finaliste du championnat d'Afrique des nations en 2016 avec l'équipe du Mali
- Vainqueur de la Coupe d'Afrique des nations des moins de 20 ans en 2019